# Elkraftsystem

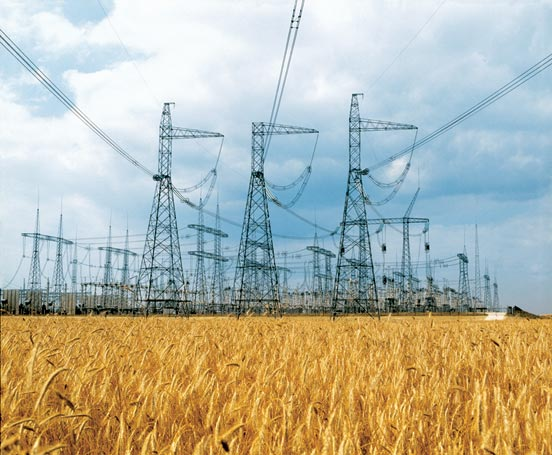
En kraftledning som går till en transformatorstation.

Ett elkraftsystem omfattar anläggningar såsom kraftledningar, generatorer, förbrukningsanläggningar, transformatorer och ställverk, som tillsammans bildar ett system, ett elkraftsystem. Dess syfte är att omvandla en energikälla (till exempel vind) till elektricitet och därefter överföra denna till förbrukningen (till exempel en glödlampa). Elkraftsystemet kan indelas i delsystem, såsom generering, transmissionsystem, regionnät och distributionssystem.

## Spänningsnivåer

### Högspänning och lågspänning
Allmänt sätt indelas ett elkraftsystem i hög- och lågspänning. Högspänning är en elektrisk spänning större än 1000 Volt (V) växelspänning eller 1500 V likspänning. Lågspänning är en elektrisk spänning om högst 1000 V växelspänning eller högst 1500 V likspänning. Båda benämningarna på hög- respektive lågspänning finns definierade i svenska elsäkerhetsbestämmelser. I elbranschen förekommer ibland begreppet mellanspänning som används för att beteckna växelspänningar mellan 1 kilovolt (kV) och runt 70 kV. När man inom elkrafttekniskt sammanhang anger en spänningsnivå, så är det alltid dess effektivvärde av huvudspänningen, om inget annat anges.

### Transmission och distribution
Ett elnät är i sin enklaste form uppbyggd av transmission (överföring) och distribution. Till transmissionsnätet finns anslutna kraftstationer som genererar elektricitet. Elektriciteten omvandlas sedan från en hög till en lägre spänningsnivå via transformatorer. Denna omvandling blir en övergång från transmissionsnätet till distributionsnätet. Till distributionsnätet finns anslutna konsumenter som förbrukar elektriciteten. Ett elnätsföretag får som utgångspunkt inte bedriva någon annan verksamhet än elnätsverksamhet.

### Transmissionsnät
I Sverige är elnätet indelat i transmissionsnät (eller stamnät), regionnät och lokalnät. Transmissionsnätet är ett landsomfattande nät av kraftledningar som har de högsta nominella spänningarna och som knyter ihop produktionsanläggningar/kraftstationer, regionnät och nät i grannländerna. Det svenska transmissionsnätet, som ägs av staten och förvaltas och drivs av Affärsverket svenska kraftnät, består av ledningar med en spänning om 220 eller 400 kV och även ledningar för högspänd likström. Ett transmissionsnät definieras i den svenska ellagen som ett tekniskt och driftsmässigt sammanhängande ledningsnät som har en spänning om 220 kV eller mer, sträcker sig över flera nätregioner i Sverige och länkar samman det nationella elnätet med elnät i andra länder. Ett transmissionsnätsföretag som Svenska kraftnät ska vara oberoende av företag som producerar eller handlar med el eller naturgas.

### Regionnät
Ett regionnäts funktion är att överföra el mellan stam- och lokalnäten. I många länder finns inget regionnät, utan överföringen sker direkt från ett transmissions- till ett distributionsnät. Regionnäten har vanligen spänningsnivåer på mellan 40 och 130 kV. I ellagen definieras ett regionnät som en ledning eller ett ledningsnät som inte ingår i ett transmissionsnät och som omfattas av en nätkoncession för linje eller av en nätkoncession för område med en lägsta tillåtna spänning.

### Lokalnät
Ett lokalnät förbinder regionnäten med konsumenter/förbrukningsanläggningar. Lokalnäten har normalt en spänning från 400/230 V (som privatpersoner har i sina hushåll) upp till 20 kV. I ellagen definieras ett lokalnät som ett ledningsnät som omfattas av en nätkoncession för område utan en lägsta tillåtna spänning. När det gäller företag som innehar ett lokalnät eller ett regionnät (distributionsnätsföretag) finns krav på så kallad funktionell åtskillnad, som avser fall då ett nätföretag ingår i samma koncern som företag som bedriver produktion eller handel. Ett distributionsnätsföretag som ingår i en koncern vars samlade elnät har minst 100 000 elanvändare ska till sin organisation och sitt beslutsfattande vara åtskilt från företag som producerar eller handlar med el. Det innebär att många energibolag har ett nätbolag och ett elbolag för elektricitetsleveransen, alltså juridiskt skilda.

### Elförbrukare på olika nätnivåer
Elförbrukare kan finnas på alla nätnivåer. Det finns exempelvis stora industrier och fabriker som får sin elektricitet direkt levererade från ett regionnät. Även småskalig elproduktion från exempelvis ett vindkraftverk kan vara direkt ansluten till ett regionnät, eller en privatpersons solceller som levererar ut överskottsel till lokalnätet.

## Momentan balans
I ett elkraftsystem måste det alltid (varje sekund) vara balans mellan produktion och förbrukning (momentan balans), annars kollapsar systemet (black-out). Detta betyder att när en ökning sker i förbrukningen (till exempel en glödlampa tänds) måste produktionen ökas i lika hög grad. I Sverige sker detta bland annat genom reglering av vattenkraftverk, där effekten snabbt kan både ökas och minskas genom att variera vattenflödet genom turbinerna. 
Vid underskott av produktion i förhållande till förbrukningen reduceras frekvensen på spänningen. Anledningen är att mer effekt produceras av de generatorer som är inkopplade i nätet samtidigt som mindre effekt tas ut från de synkrona motorer som är inkopplade. Detta sker ögonblickligen och innebär att den producerade och förbrukade effekten åter hamnar i balans. I och med att detta sker innan ny produktion hinner sättas in tas energin från generatorernas roterande massor. Då energi tas från generatorernas rotation kommer de att sakta in vilket sänker nätets frekvens.
Då frekvensen fortsätter sjunka vid obalans mellan produktion och konsumtion behöver åtgärder sättas in för att balansera nätet igen och på så sätt återställa frekvensen till normalläget. Om den underliggande skillnaden i konsumtion och produktion inte återställs kommer frekvensen sänkas tills systemet kollapsar.
Vid överskott av produktion sker det motsatta. Förbrukningens frekvensanpassning är dock begränsad, och därför krävs att produktionen förses med automatisk reglering för frekvenshållning. Den automatiska reglerutrustningen är ansluten till turbinregleringen i vattenkraftverken som anpassar varvtalet på elgeneratorn till elsystemets normalfrekvens. Det nordiska (Sverige, Danmark, Finland och Norge) elsystemets normalfrekvens är 50 Hertz (Hz). Styrkan i den automatiska frekvensregleringen varierar mellan olika produktionsanläggningar. Reglerstyrkan uttrycks i MW/Hz, det vill säga för varje ändring av frekvensen förändras effekten.
Även den automatiska frekvensregleringen på produktionen har emellertid begränsningar, eftersom automatiken enbart kan arbeta inom det effektband som finns tillgängligt på varje generator. Av den anledningen behöver man tillgripa så kallad sekundär frekvensreglering (sekundärreglering).  Sekundärregleringen syftar till att återställa normalläget hos elsystemets reglerförmåga där den automatiska regleringen har tillräcklig effektkapacitet för både upp- och nedreglering. Sekundärregleringen sker i den så kallade reglermarknaden. 
I Sverige ansvarar en systemansvarig myndighet för frekvensregleringen. Svenska kraftnät är systemansvarig myndighet.